# Robert Freund (Hornist)

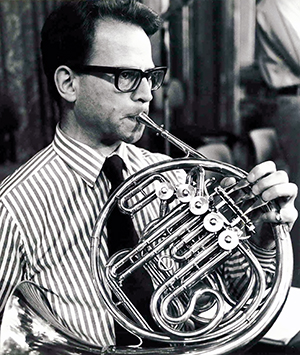
Robert Freund, Horn

Robert Freund (* 18. Juni 1932 in Wien) ist ein österreichischer Hornist.

## Leben
Robert Freund wuchs in Wien auf. Nach dem Zweiten Weltkrieg vom Schweizerischen Roten Kreuz in die Schweiz verschickt, verbrachte er seine Gymnasialzeit in der Stiftsschule Engelberg (1946–53) und spielte dort als Mitglied der Jugendblaskapelle nacheinander Ventilposaune, Basstuba, kleine Trommel und Trompete. Nach der Matura und der Rückkehr nach Wien stellte sich Freund – ohne Instrument – der Aufnahmeprüfung am Konservatorium für ein Studium im Fach Trompete, doch die Juroren stimmten ihn auf das „viel dringender gesuchte Horn“ um. So begann er sein Studium bei Franz Koch und wechselte im Herbst 1955 zu Gottfried von Freiberg an der Wiener Musikakademie.
Daneben absolvierte Robert Freund als „Brotberuf“ die Hotelfachschule und begann gleichzeitig ein Dolmetschstudium an der Universität Wien mit der Sprachkombination Französisch und Spanisch, denn Musik als Beruf galt damals als äußerst unsicher. Auf Grund seiner Sprachkenntnisse erwarb er 1958 die städtische Konzession als „Geprüfter Wiener Fremdenführer“ und übte diese Tätigkeit neben dem Musikstudium und dem Orchesterspiel beinahe 40 Jahre lang aus.
Sein erstes Engagement erhielt Freund noch vor Abschluss seines Hornstudiums bei der Philharmonia Hungarica, dem in Wien stationierten ungarischen Flüchtlingsorchester, ab Jänner 1959 am 1. Horn. Erste Tourneen mit dem Orchester führten ihn nach Italien und Ende 1959 in die USA und Kanada. Ab 1959 folgte ein zweites Engagement als 1. Hornist beim Niederösterreichischen Tonkünstlerorchester (bis 1967), gleichzeitig war er Mitglied des Burgtheaterorchesters (1960–66) und von 1967 bis 1982 spielte er als Solohornist bei den Wiener Symphonikern unter der Leitung von Eugen Jochum, Carlo Maria Giulini, Wolfgang Sawallisch, Josef Krips, Erich Leinsdorf, Karl Böhm, Horst Stein, Christoph Eschenbach, Mstislaw Rostropowitsch, Hans Swarowsky, Lovro von Matacic und Gennadi Roschdestwenski. Freund spielte von 1961 bis 1967 im Eichendorffquintett, von 1967 bis 1982 war er Mitglied des Wiener Bläserquintetts mit vielen Tourneen (2 × Naher Osten, Deutschland, Frankreich, England, Schweiz, Ungarn) und trat 1971–1978 oft mit der Ensemble die reihe auf. Mit dem Vienna Academy Ensemble unter Wolfgang Poduschka unternahm er zwischen 1984 und 1990 regelmäßig Tourneen nach Nagano (Japan). Auf dem Programm der einmonatigen Reisen standen Dirigieren, Solospiel, Kammermusik und Hornunterricht. Als Solist trat Freund – neben seiner dienstlichen Verpflichtung bei den Wiener Symphonikern – bei den Wiener Festwochen, beim Festival de Montreux und den Salzburger Festspielen auf, wirkte aber auch bei Tourneen anderer Orchester (z. B. Wiener Philharmoniker – Japan 1977) als 1. Hornist unter Carlos Kleiber, Karl Böhm, Christoph von Dohnányi und Herbert von Karajan mit.
Daneben wirkte er als Professor für Horn am Wiener Konservatorium (1970–1997), baute in Oberschützen (Expositur der Musikhochschule Graz) eine Hornklasse auf und unterrichtete an der Grazer Musikhochschule von 1982–1997. Als Dozent der Blechbläser war er oftmals beim Österreichischen Bundesjugendorchester sowie als Juror bei „Jugend musiziert Österreich“ tätig.
Robert Freund verfasste eine dreibändige Hornschule für junge Anfänger in deutscher und englischer Sprache (Verlag Doblinger) sowie eine Rhythmusschule für Anfänger (Verlag Doblinger, Wien). 2019 regte er die Veröffentlichung der Trauermusik aus dem Adagio der 7. Bruckner in vier Versionen an (von Löwe, Stiegler und Freiberg). Ein Artikel über seine Recherchen zu diesen vier Versionen wurde von der Internationalen Brucknergesellschaft im Dez. 2019 veröffentlicht. 2020 schrieb Robert Freund eine ausführliche Biographie über seinen Lehrer Gottfried von Freiberg, beinahe 60 Jahre nach dessen Tod. Bis heute ist Freund ein großer Verteidiger jener Wiener Klang- und Musiziertradition, die er u. a. bei Freiberg gelernt hat.
Robert Freund ist Mitglied der International Horn Society.

## Solokonzerte
- 12. März 1964: Richard Strauss, 1. Hornkonzert (Orchester des Linzer Konzert Vereins, Leopold Mayer), Linz
- 7.–10. März 1965: Wolfgang Amadeus Mozart, 4. Hornkonzert (NÖTK, Carlo Zecchi), Wiener Musikverein (4×)
- 15. Januar 1967: W.A. Mozart, 4. Hornkonzert (NÖTK, Zecchi)
- 6. Mai 1967: Richard Strauss, 2. Hornkonzert (NÖTK Guschlbauer), Linz
- 21. Mai 1967: W.A. Mozart, 4. Hornkonzert (NÖTK Koslik), St. Pölten
- 3. Dezember 1974: W.A. Mozart, 3. Hornkonzert (Wiener Kammerorchester, Stein), Konzerthaus, Wien
- 30. Mai 1980: Richard Strauss, 1. Hornkonzert (Orchester Kapfenberg), Kapfenberg
- 31. März 1981: Kurt Schwertsik, Solokonzert für Alphorn, Plattenaufnahme ORF Graz
- 7. Juni 1980: Wiener Festwochen, Brahmstrio am Naturhorn, mit Josef Suk (Violine) und Elisabeth Leonskaja (auf dem Brahmsflügel). Wiener Musikverein, Brahmssaal
- 26. April 1981: Joseph Haydn, 1. Hornkonzert (Oberschützener Kammerorchester,  Auersperg), Eisenstadt
- 13. Oktober 1985: Am Naturhorn. Ludwig van Beethoven Hornsonate und Brahmstrio. Wien Instrumenten-Museum Hofburg, Hans Petermandl (Klavier), Beethovenflügel, Michael Schnitzler (Geige)
- April 1987: Leopold Mozart, Alphornkonzert (Wiener Kammerorchester, Herbert Prikopa), Linz
- Dezember 1991: Leopold Mozart, Alphornkonzert (Göttinger Symphonie Orchester, Christian Simonis), Göttingen

## Uraufführungen
- Vier Uraufführungen von modernen Hornkonzerten: Karl Pilss, Paul Walter Fürst, Otto Schneider sowie
- Kurt Schwertsik: Alphornkonzert, 15./17. Mai 1977 (Tamsweg und Wiener Musikverein), NÖTK, Simonis.

## Aufnahmen
- Wolfgang Amadeus Mozart, Hornkonzerte Nr. 1 und 3. N.Ö. Symphonie-Orchester Wien unter Wilfried Böttcher · Robert Freund. Concert Hall – SMS 2484[6]. Vinyl, LP 1967
- Wolfgang Amadeus Mozart, Hornkonzerte Nr. 2 und 4. N.Ö. Symphonie-Orchester Wien unter Karl Österreicher · Robert Freund. Concert Hall – SMS 2655[7]. Vinyl, LP 1967
- Franz Schubert, Auf dem Strom – Anton Dermota, Hilda Dermota, Robert Freund. Preiser Records, SPR 3292[8]. Vinyl, LP 1978
- Georg Philipp Telemann, Tafelmusik. Konzert in Es-Dur für zwei Hörner, Streicher und Continuo – Niederösterreichisches Tonkünstlerorchester, Wien unter Dietfried Bernet. Hilde Langfort (Continuo), Robert Freund (1. Horn), Hannes Sungler (2. Horn). Musical Heritage Society – MHS 641/642. Vinyl, LP 1966[9]
- Das Wiener Bläserquintett – Musik für Bläserquintett. Deutsche Grammophon – 2531 115. Vinyl, LP. Deutschland, 1979. Kompositionen von Paul Walter Fürst, Marcel Rubin, Helmut Eder, Gottfried von Einem. Besetzung: Manfred Kautzky, Oboe • Gottfried Hechtl, Flöte • Siegfried Schenner, Klarinette • Robert Freund, Horn • Karl Dvořák, Fagott[10]
- Johann Sklenka, Das Wiener Bläserquintett – Naive Musik 1. Preiser Records – 0120 386. Vinyl, LP. Österreich, 1980. Besetzung: Karl Dvořák, Fagott • Siegfried Schenner, Klarinette • Gottfried Hechtl, Flöte • Robert Freund, Horn • Jürg Schaeftlein, Oboe[11]
- Johann Sklenka, Das Wiener Bläserquintett – Naive Musik 2. Preiser Records – 0120 388. Vinyl, LP. Österreich, 1980. Besetzung: Karl Dvořák, Fagott • Siegfried Schenner, Klarinette • Gottfried Hechtl, Flöte • Robert Freund, Horn • Jürg Schaeftlein, Oboe[12]
- CD-Kollektion: „Gicksen Sie nicht…“, 9 CDs, alle Aufnahmen mit Robert Freund einschl. vielen gelegentlich auch aufgenommenen Soloauftritten und privaten Mitschnitten von Kammermusikkonzerten, Booklet mit erinnerungswürdigen Details an das Zustandekommen.

## Veröffentlichungen
- Robert Freund, dreibändige "Hornschule für junge Anfänger" in deutscher und englischer Sprache (Verlag Doblinger):
- Robert Freund: Waldhornschule 1 für den jungen Anfänger. Erstauflage D. 15. 329–1977 Auflage. Doblinger, Wien, München 2002 (56 S.)., ISMN 9990050053570
- Robert Freund: Waldhornschule 2 für den jungen Anfänger. Erstauflage D. 15. 866–1978 Auflage. Doblinger, Wien, München 2002 (63 S.)., ISMN 979-0012158660
- Robert Freund: Waldhornschule 3a leichte bis mittelschwere Standardetüden. Doblinger, Wien, München 1992 (35 S.)., ISMN 979-0-012-17270-3
- Robert Freund: 979-Waldhornschule 3b leichte bis mittelschwere Standardetüden. Erstauflage D. 16. 058 Auflage. Doblinger, Wien, München 2002 (32 S.)., ISMN M-012-17271-0

Robert Freund, I Get Rhythm. Rhythmusschule für Anfänger für alle Melodie-Instrumente im Violinschlüssel. Wien. Hersteller-Nr. DOBL 5614, 2002 ISMN 979-0-012-16058-8.
- Robert und Guta Freund: 20 Volkslieder – Leichte Trios für 3 Hörner (oder andere Instrumente im Violinschlüssel). Sätze/Arrangements. Hrsg.: Robert und Guta Freund. Erstauflage 1988 Auflage. Ludwig Doblinger, Wien und München 1988., D. 17.318: Kennnummer Doblinger: 05 623.
- Robert Freund, Adagio der 7. Symphonie von Anton Bruckner in den Fassungen von Ferdinand Löwe (18-stimmig), Karl Stiegler (9-stimmig) und Gottfried von Freiberg (8 Hr. und 5 Hr.). LANOLINO MUSIKVERLAG, LMV-019, 020, 021, 022, St. Pölten-Pottenbrunn, 2019[3].
- Robert Freund, Bearbeitungen des Adagios aus der VII. Symphonie von Anton Bruckner und einiges Drumherum aus der gar nicht wissenschaftlichen Feder eines Orchestermusikers. Internationale Brucknergesellschaft, Mitteilungsblatt 93. Dezember 2019[4].
- Robert Freund, Gottfried von Freiberg. Hornist – Lehrer – Vorbild, Eigenverlag, Wien 2020, 160 S. ISBN 978-3-200-07279-4. Aktualisierte und erweiterte englische Fassung: Gottfried von Freiberg. Hornist - Teacher - Role Model. Übersetzt von Elisabeth Freund Ducatez. Eigenverlag, Wien 2022, 166 S. ISBN 978-3-200-08783-5[13].
- Anton Partl, Walter Pohl (Herausgeber), Verschickt in die Schweiz, Kriegskinder entdecken eine bessere Welt (Damit es nicht verlorengeht ...), Kapitel "Schwyzerdütsch wurde zu meiner zweiten Muttersprache" von Robert Freund, Verlag Böhlau Wien, 2005. ISBN 3205774264.[1]
- Robert Freund, Die Freunds. Chronologische Ahnenforschung. 2011. Privatdruck, 180 Seiten.